# The Lady in Red (film 1979)
The Lady in Red è un film del 1979 diretto da Lewis Teague.
È un film d'azione statunitense a sfondo drammatico e romantico con Pamela Sue Martin, Robert Conrad e Louise Fletcher. Ambientato a Chicago negli anni 1930, è incentrato sulle vicende di una donna di provincia che cerca il successo nella grande città ma si ritrova fidanzata di un gangster (John Dillinger interpretato da Robert Conrad) e coinvolta in una rapina in banca.

## Produzione
Il film, diretto da Lewis Teague su una sceneggiatura di John Sayles, fu prodotto da Julie Corman (moglie di Roger Corman che, non accreditato, figura come produttore esecutivo) e Steven Kovacs per la New World Pictures e girato a Los Angeles in California nell'aprile del 1979 con un budget stimato in 400.000 dollari.

## Distribuzione
Il film fu distribuito negli Stati Uniti dal luglio del 1979 (première a Los Angeles il 27 luglio 1979) al cinema dalla New World Pictures e per l'home video dalla New Concorde Home Entertainment. È stato ridistribuito anche con i titoli Guns, Sin and Bathtub Gin e Touch Me and Die.
Alcune delle uscite internazionali sono state:
- in Portogallo il 24 aprile 1980 (Na Selva de Chicago)
- in Spagna il 19 febbraio 1982 (La dama de rojo)
- in Francia il 16 novembre 1983 (Du rouge pour un truand)
- in Germania Ovest (Die Frau in Rot)
- in Grecia (I listarhina me ta kokkina)
- in Finlandia (Polly - gangsterin heila)

## Critica
Secondo Leonard Maltin il film è una "rielaborazione clamorosa e a basso costo di un soggetto noto" e la produzione, a livello complessivo, risulta realizzata "con estro".

## Promozione
Le tagline sono:
- "She's made of bullets, sin & bathtub gin!".
- "From Dime-A-Dance Girl To Public Enemy # 1.".
- "Her father said she was a tramp. Her customers said she was fantastic.".